# Barbara Fusar-Poli
Barbara Fusar-Poli (Sesto San Giovanni, 6 de fevereiro de 1972) é uma técnica de patinação no gelo e ex-patinadora artística italiana, que competiu em provas na dança no gelo. Ela conquistou uma medalha de bronze olímpica em 2002 ao lado de Maurizio Margaglio, e duas medalhas em campeonatos mundiais, sendo uma de ouro e uma de prata. Após o final da sua carreira competitiva, Fusar-Poli iniciou os trabalhos como treinadora assistente do técnico Igor Shpilband, e, em 2014, começou sua própria equipe de treinamento ao lado do também ex-patinador Stefano Caruso, no Agorà Rink em Milão.

## Principais resultados

### Com Maurizio Margaglio
| Resultados | Resultados        | Resultados      | Resultados        | Resultados        | Resultados        | Resultados       | Resultados      | Resultados        | Resultados    | Resultados      | Resultados    | Resultados    |
| Internacional | Internacional     | Internacional   | Internacional     | Internacional     | Internacional     | Internacional    | Internacional   | Internacional     | Internacional | Internacional   | Internacional | Internacional |
| Evento/Temporada | 1994– 1995        | 1995– 1996      | 1996– 1997        | 1997– 1998        | 1998– 1999        | 1999– 2000       | 2000– 2001      | 2001– 2002        |               | 2005– 2006      |               |               |
| --- | ----------------- | --------------- | ----------------- | ----------------- | ----------------- | ---------------- | --------------- | ----------------- | ------------- | --------------- | ------------- | ------------- |
| Jogos Olímpicos |                   |                 |                   | 6.ª               |                   |                  |                 | Medalha de bronze | 6.ª           |                 |               |               |
| Campeonato Mundial |                   | 10.ª            | 9.ª               | 5.ª               | 5.ª               | Medalha de prata | Medalha de ouro |                   |               |                 |               |               |
| Campeonato Europeu | 10.ª              | 8.ª             | 7.ª               | 5.ª               | 4.ª               | Medalha de prata | Medalha de ouro | Medalha de prata  |               |                 |               |               |
| GP Grand Prix Final |                   |                 |                   | 5.ª               | 5.ª               | Medalha de prata | Medalha de ouro | 4.ª               |               |                 |               |               |
| GP Cup of Russia |                   |                 |                   |                   |                   | Medalha de ouro  | Medalha de ouro | Medalha de ouro   |               |                 |               |               |
| GP NHK Trophy |                   |                 | 5.ª               | Medalha de bronze |                   |                  |                 |                   |               |                 |               |               |
| GP Skate America |                   |                 |                   | Medalha de prata  | Medalha de bronze | Medalha de ouro  | Medalha de ouro |                   |               |                 |               |               |
| GP Skate Canada International |                   | 7.ª             | Medalha de bronze |                   |                   |                  |                 |                   |               |                 |               |               |
| GP Sparkassen Cup on Ice |                   |                 |                   |                   |                   |                  | Medalha de ouro | Medalha de ouro   |               |                 |               |               |
| GP Trophée Lalique |                   | 6.ª             |                   |                   | Medalha de prata  | Medalha de prata |                 |                   |               |                 |               |               |
| Karl Schäfer Memorial | Medalha de bronze |                 |                   |                   |                   |                  |                 |                   |               |                 |               |               |
| Lysiane Lauret Challenge |                   | Medalha de ouro |                   |                   |                   |                  |                 |                   |               |                 |               |               |
| Nacional |                   |                 |                   |                   |                   |                  |                 |                   |               |                 |               |               |
| Campeonato Italiano | Medalha de ouro   | Medalha de ouro | Medalha de ouro   | Medalha de ouro   | Medalha de ouro   | Medalha de ouro  | Medalha de ouro | Medalha de ouro   |               | Medalha de ouro |               |               |
| |                   |                 |                   |                   |                   |                  |                 |                   |               |                 |               |               |
| Legenda: GP = Grand Prix; Competição não foi disputada nesta temporada; Competição não fez parte do GP/CS; Competição fez parte do GP/CS |                   |                 |                   |                   |                   |                  |                 |                   |               |                 |               |               |

### Com Alberto Reani
| Campeonato Mundial | 22.ª | 17.ª |
| Campeonato Europeu |      | 17.ª |
| Nations Cup        |      | 6.ª  |
| Piruetten          |      | 6.ª  |

### Com Matteo Bonfa
| Campeonato Mundial Júnior | 10.ª |